# 茴香裸胞壳
茴香裸胞壳（学名：Emericella foeniculicola）是属于散囊菌目发菌科裸胞壳属的一种真菌，可生长在茴香种子等基物上。该种分布于中国等地。
茴香裸胞壳是茴香曲霉（Aspergillus foeniculicola）的有性型。